# Tite (futebolista)
Augusto Vieira de Oliveira, mais conhecido como Tite (Campos dos Goytacazes, 4 de junho de 1930 — Santos, 26 de agosto de 2004) foi um futebolista brasileiro.
Ponta-esquerda que fazia muitos gols, era tio-avô do lateral-esquerdo Léo, que teve passagens marcantes por Santos e Benfica, de Portugal.

## Futebol
Iniciou sua trajetória na base do Goytacaz FC, atuando no juvenil, antes de atuar no Fluminense, em 1947.
Sem espaço no Tricolor, onde era reserva de Telê Santana e Quincas, se transferiu para o Santos FC.
Sua estreia, com apenas 20 anos, ocorreu na goleada de 6 a 2 sofrida para o Palmeiras, num domingo, 20 de maio de 1951, no Pacaembu. Em sua quarta partida no Alvinegro, na Vila Belmiro, pelo Campeonato Paulista, fez seus dois primeiros gols na goleada de 5 a 1 sobre o Radium, de Mococa.
Em sua primeira passagem pelo Santos, de 1951 a 1957, foi fundamental na conquista do bicampeonato paulista de 1955/56. Ganhou também os títulos do Torneio Internacional da FPF, Taça San-São e a Taça dos Invictos de 1956.
Defendeu o Corinthians de 1958 à 1959, onde fez 94 partidas e marcou 30 gols. Sua estreia aconteceu no dia 4 de junho de 1958, dia em que ele completava 28 anos de idade, num jogo amistoso contra o São Paulo no Pacaembu, onde o Tricolor venceu por 1 a 0. A última partida pelo Corinthians aconteceu dia 8 de novembro de 1959, quando o alvinegro perdeu para o Taubaté por 2 a 1.
Voltou ao Santos em 1960, sob protestos dos torcedores, que não queriam mais vê-lo com a camisa do Alvinegro Praiano. Sua reestreia no Peixe ocorreu em 6 de março de 1960, no amistoso contra o Deportivo Independiente no estádio Atanásio Girardot, em Medelin, na Colômbia, onde o Santos venceu por 2 a 1.
Vestiu a camisa do Peixe pela última vez numa quinta-feira, 22 de agosto de 1963, no empate frente ao Botafogo por 1 a 1, no Pacaembu, pela Copa Libertadores da América. Em 475 jogos fez 151 gols.
Após a aposentadoria dos campos trabalhou durante alguns anos como diretor de patrimônio do Santos Futebol Clube, e foi o responsável pela sala de veteranos, situada no quarto andar do estádio Urbano Caldeira.

### Seleção Brasileira
Seu nome sempre constava nas convocações do Selecionado Paulista.
Também jogou na Seleção Brasileira, na Copa Roca de 1957. Ao todo, foram 3 jogos e 1 gol marcado.

### Títulos
Santos
- Campeonato Paulista: 1955, 1956, 1960, 1961, 1962

- Taça Brasil: 1961, 1962, 1963
- Copa Libertadores da América[14]: 1962 e 1963

- Copa Intercontinental: 1962 e 1963
- Torneio Rio-São Paulo: 1963
- Torneio de Paris: 1960
- Troféu Giallorosso: 1960
- Torneio Itália: 1961
- Torneio de Paris: 1961
- Triangular da Costa Rica: 1961
- Pentagonal de Guadalajara: 1961

Seleção Brasileira
- Copa Rocca: 1957[12]

## Música
Músico de talento, depois de ter encerrado a carreira de futebolista fez muitos shows nos bares santistas e no restaurante de sua propriedade, na cidade de São Vicente. Era lembrado com carinho por Pelé, que aprendeu a tocar violão com o antigo craque.
Publicou um livro intitulado Futebol x Música.

## Morte
Tite morreu em 26 de agosto de 2004, de câncer de pulmão.